# Krypton
Krypton  es un planeta ficticio que aparece en los cómics estadounidenses publicados por DC Comics, más comúnmente aparece o se menciona en historias protagonizadas por el superhéroe Superman como el mundo del que proviene. El planeta fue creado por Jerry Siegel y Joe Shuster, y recibió su nombre del elemento químico Kriptón. El planeta fue mencionado por primera vez en Action Comics #1 (junio de 1938) e hizo su primera aparición en Superman # 1 (verano de 1939).
Krypton es también el mundo nativo de Supergirl, Krypto el superperro, Beppo el Super-Mono, Power Girl (en su caso, una versión del universo alternativo denominada "Krypton-Dos") y el supervillano General Zod. Se ha descrito constantemente que fue destruido poco después de que Superman escapara del planeta, aunque los detalles exactos de su destrucción varían según el período de tiempo y los escritores. Los Kryptonianos fueron las especies dominantes en Krypton.
Krypton aparece en las series de televisión de Aventuras de Superman, Lois & Clark: The New Adventures of Superman, Superman: la serie animada, Smallville, Supergirl y una serie con el mismo nombre. Krypton hizo su debut cinematográfico en las películas de Superman: The Movie (1978), Superman Returns (2006) y la película de DC Extended Universe El hombre de acero (2013).

## Descripción
Krypton generalmente se retrata en los cómics como el hogar de una civilización fantásticamente avanzada, que trágicamente es destruida cuando el planeta explota. Como se describió originalmente, todas las civilizaciones y razas de Krypton perecieron en la explosión, con una excepción: el bebé Kal-El, que fue colocado en una nave de escape por su padre, Jor-El, y enviado al planeta Tierra, donde creció hasta convertirse en Superman.
En algunas versiones de la historia, más tarde se descubrieron sobrevivientes adicionales, como Krypto el Superperro, Supergirl, sus padres (mantenidos con vida en la "Zona de Supervivencia", una "dimensión" paralela similar a la Zona Fantasma), los habitantes criminales de la Zona Fantasma, Dev-Em, Beppo el Super-Mono, los residentes de la ciudad embotellada de Kandor y los verdaderos padres de Superman y Supergirl. Kandor, la primera capital de Krypton, es miniaturizada por Brainiac, pero finalmente es recuperada por Superman y posteriormente alojada en la Fortaleza de la Soledad para su custodia. Poco después, Kryptonopolis se convierte en la segunda capital de Krypton.
Desde finales de la década de 1980 hasta principios de la de 2000, el número de sobrevivientes se redujo al mismo Superman en las historias de los cómics (el Erradicador se añadió en 1989 como un dispositivo no sensible, y demostró ser consciente de sí mismo en 1991), pero las cuentas más recientes han restaurado a Supergirl, Krypto y Kandor y han introducido a otro sobreviviente recién descubierto, Karsta Wor-Ul.
El nivel de avance tecnológico informado por la civilización kryptoniana también ha variado. Algunas obras, como la novela de Kevin J. Anderson Los últimos días de Krypton, lo describen como unos siglos por delante de la Tierra, mientras que otras, como la serie de películas Superman y El hombre de acero, lo describen como miles o incluso cientos de miles de años más avanzados.

## Versiones de Krypton

### Krypton en laEdad de oro de las historietas

#### Historia
En su primera aparición, Krypton solo se representó en el momento de su destrucción. Pronto, a partir de la tira cómica de Superman, se demostró que Krypton era un planeta similar a la Tierra, solo que más antiguo por eones y que poseía todo el progreso beneficioso que implicaba (aunque la desventaja fue la pista de que Krypton explotó debido principalmente a la vejez).
El debut de la tira cómica del periódico Superman en 1939 profundizó en más detalles sobre Krypton, introduciendo la idea de que todos los kryptonianos poseían un nivel de habilidades físicas mejoradas, que incluían superfuerza y supervelocidad. En la primera versión de los cómics de Krypton, los padres de Superman se llamaban "Jor-L" y "Lora" (cambiados a los más familiares "Jor-El" y "Lara" a fines de la década de 1940).
El Krypton de la Edad Dorada se revisaría en otra forma casi tan pronto como se definiera (ver Krypton en transición a continuación), y al principio se escribieron muy pocas historias sobre él. Sin embargo, después de la introducción del Multiverso de DC en la década de 1960, esta versión de Krypton fue declarado como el Krypton del universo Tierra-Dos (la dimensión natural de la CC de personajes de la época dorada) y su Superman.
Después de la aparición de Tierra-Dos como un universo alternativo diferenciado dentro del Multiverso DC, Power Girl (Kara Zor-L) se presentó como la Supergirl alternativa de Krypton-Dos en 1976. Kal-L y Kara Zor-L fueron las únicas supervivientes conocidas de Krypton-Dos, a diferencia del análogo de la Edad de Plata. El universo de Tierra-Dos carecía de su propio Brainiac, por lo que su Kandor nunca fue secuestrado de Krypton-Dos antes de su destrucción, ni Kal-L tenía su propia versión de Krypto cuando era un bebé y un niño pequeño en este mundo.
En la Edad de Oro, Superman inicialmente desconocía sus verdaderos orígenes; en Superman # 61, Superman descubrió la existencia de Krypton por primera vez y se enteró de su herencia kryptoniana. Más tarde se encontró con otros sobrevivientes antes de la llegada de Kara en forma de tres criminales, U-Ban, Kizo y Mala, que fueron exiliados por el padre de Superman antes de la destrucción de Krypton.

#### Krypton en transición
En el transcurso de las décadas de 1940 y 1950, se hicieron varias alteraciones y adiciones a la composición de Krypton en los cómics. Entre ellos había una explicación de por qué los nativos de Krypton perecieron si habían poseído superpoderes en su mundo nativo (como fue el caso en las primeras versiones de Krypton descritas anteriormente, aunque esto solo se convirtió en un problema una vez que Superman y, por extensión, cualquier persona de Krypton —fue retratado como cada vez más poderoso, capaz de resistir explosiones nucleares, en contraste con su nivel de potencia original en el que un proyectil de mortero al estallar podía penetrar su piel—).
Por lo tanto, a principios de la década de 1950 se explicó que los kryptonianos eran impotentes en su propio planeta y obtendrían superpoderes solo en un entorno de menor gravedad. Esto coincidió con las teorías correctas que se están publicando de que cuando el hombre llegue a la Luna (un entorno de gravedad más ligera) podrá levantar grandes masas y saltar grandes distancias. A principios de la década de 1960, se agregó a esto la necesidad de estar expuesto a los rayos de un sol amarillo (en comparación con el sol rojo de Krypton, Rao, que era más viejo y más frío, o que emitía menos energía) para ganar superpoderes, con el aspecto del sol amarillo, pronto ganando un énfasis mucho mayor. Se introdujeron otros cambios en el concepto de Krypton y su cultura, muchos de los cuales fueron estilísticos.

### Krypton en la Edad de plata de las historietas
A fines de la década de 1950, Krypton desempeñó un papel cada vez más importante en varias historias de Superman, con más detalles sobre el maquillaje de Krypton. La herencia kryptoniana de Superman fue un factor frecuente en las historias cómicas de Edad de plata Superman, ya que era plenamente consciente de sus orígenes desde una edad temprana. Superman usaría este conocimiento para tareas tales como construir tecnología kryptoniana avanzada u observar algunas de las tradiciones de Krypton.

#### Historia
Los kryptonianos hicieron uso de su ciencia avanzada para crear un mundo donde las invenciones y la investigación científicas influyeron en gran parte de la vida diaria. Los robots y las computadoras se utilizaron para muchas tareas en Krypton, incluso para determinar qué trayectorias profesionales tomarían los jóvenes kryptonianos a medida que crecieran. La investigación científica y tecnológica se valoraba mucho en Krypton, y el organismo gobernante de Krypton se llamaba "Consejo de la Ciencia".
Varias historias presentaban personajes que viajaban en el tiempo para visitar Krypton antes de su destrucción; un ejemplo es la historia de 1960 "El regreso de Superman a Krypton", en la que Superman es transportado en el tiempo a Krypton algunos años antes de su destrucción. Impotente, pasa algún tiempo en el planeta, donde conoce a sus futuros padres y se enamora de una actriz kryptoniana llamada Lyla Lerrol. Una "historia imaginaria" de Superman titulada "¿Y si Krypton no hubiera explotado?" (reimpreso en el libro de bolsillo comercial The Greatest Superman Stories Ever Told) dio más información sobre la sociedad de Krypton. Esta era también estableció que los Guardianes del Universo, los administradores de la fuerza policial interestelar, el Green Lantern Corps, estaban al tanto de la destrucción pendiente de Krypton y asignaron al Green Lantern Tomar-Re para evitarlo, pero finalmente no tuvo éxito en su intento.
En 1979, una miniserie de tres números titulada World of Krypton fue publicada, que proporciona una gran cantidad de detalles sobre la historia de Krypton justo antes de su destrucción, junto con la historia de vida del propio Jor-El. Una miniserie de tres números titulada The Krypton Chronicles, publicada en 1981, cuenta que Superman investigaba sus raíces cuando, como Clark Kent, un editor de asignaciones le asignó escribir un artículo sobre la familia de Superman impresionado con la miniserie de televisión Raíces. Para hacerlo, él y Supergirl viajan a Kandor, donde aprenden la historia de la familia El. En 1985, el escritor Alan Moore dio una visión algo más oscura del mundo de Krypton en su historia "Para el Hombre que lo tiene todo" (en Superman Annual # 11), la premisa es un elaborado sueño de Superman en el que Krypton no había explotado y había crecido hasta la edad adulta allí. Los detalles de fondo se extraen de otras historias de Krypton. Esta misma historia se volvió a contar en la serie animada Liga de la Justicia Ilimitada en un episodio con el mismo nombre y se utilizaron varios elementos en el episodio de la serie Supergirl, "Para la chica que lo tiene todo".

#### Lunas
Una de las lunas de Krypton, Wegthor, fue accidentalmente destruida por el científico kryptoniano Jax-Ur, que estaba experimentando con un misil nuclear que fue desviado de su destino previsto. El desastre mató a 500 habitantes de la luna y Jax-Ur se convirtió en el primer y único criminal en ser desterrado eternamente a la Zona Fantasma. Este desastre también llevó al Consejo Científico de Krypton a prohibir por completo los vuelos espaciales.

#### Sobrevivientes
Un Superman de la Edad de Plata no estuvo solo en la supervivencia de la destrucción de Krypton, se unió a su prima Supergirl, los criminales de la Zona Fantasma, Beppo el Supermono, Krypto el Superperro, un delincuente juvenil llamado Dev-Em, toda la población de la ciudad de Kandor, los padres biológicos de Supergirl e incluso los padres biológicos de Superman (en hibernación en una nave espacial - Superboy # 158 (julio de 1969)), aunque se descubrió que en realidad murieron por radiación letal. Cuando el planeta explotó, una ciudad entera de Krypton, Argo City, sobrevivió al cataclismo.
Argo City se desplazó por el espacio en un fragmento de Krypton del tamaño de un asteroide, que se había transformado en kryptonita por la explosión. La tecnología súper avanzada de sus habitantes kryptonianos les permitió construir una cúpula de soporte vital y un escudo de plomo que protegía a su ciudad de la radiación de kryptonita del asteroide. El escudo protector fue destruido en una tormenta de meteoritos, exponiendo a los habitantes a la radiación mortal.
La única sobreviviente de Argo City, Kara Zor-El, fue enviada a la Tierra por su padre científico para vivir con su primo Kal-El, que se había hecho conocido como Superman. Kara se adaptó a su nueva vida en la Tierra y se hizo conocida como Supergirl. Más tarde se descubrió que los padres de Supergirl habían sobrevivido en la Zona de Supervivencia, una dimensión paralela similar a la Zona Fantasma, de la que los liberó. Cuando la ciudad botella de Kandor finalmente se amplió en un nuevo planeta que era similar a Krypton, los padres de Supergirl se unieron a sus habitantes para vivir allí.

#### Daxamitas
Las personas ahora conocidas como Daxamitas eran originalmente kryptonianos que dejaron su mundo natal para explorar el universo (en la continuidad post-Crisis on Infinite Earths, el Erradicador, una forma de vida artificial programada para preservar toda la cultura kryptoniana, alteró las matrices de nacimiento ("úteros artificiales")) que los exploradores se llevaron consigo para que todos los recién nacidos fueran fatalmente vulnerables al plomo y otros materiales como los gases de efecto invernadero y ciertas rocas). Por lo tanto, si persistieran en su pasión por los viajes anti-kryptonianos, todos morirían por ello. Un Daxamita, Mon-El, fue envenenado con plomo y conservado en la Zona Fantasma hasta que Brainiac 5 encontró una cura en el siglo 30, después de lo cual Mon-El se convirtió en miembro de la Legión de Super-Héroes.

#### Crisis on Infinite Earths
Después de la miniserie Crisis on Infinite Earths de 1985, la versión Edad de Plata de Krypton fue reemplazada por una versión más nueva. El Krypton de la Edad de Plata hizo una rara aparición post-crisis en The Sandman # 48, durante una secuencia de flashback.

### Krypton en laEdad Moderna de los Cómics

#### El hombre de acero
Después de Crisis on Infinite Earths, que reinició la historia del Universo DC y eliminó retroactivamente la existencia de las versiones de Krypton de la Edad Dorada y Plateada, el escritor / artista John Byrne recibió la tarea de recrear la totalidad de los mitos de Superman. Esta reescritura se inició en la miniserie Man of Steel de 1986, que se dirigió a Krypton tanto en sus capítulos iniciales como finales.
El propio Krypton fue el tema principal de la miniserie The World of Krypton de finales de la década de 1980 (que no debe confundirse con la miniserie de 1979 del mismo nombre). Esta miniserie fue escrita por Byrne e ilustrada por Mike Mignola, y llenó gran parte de la nueva historia de Krypton.

#### Historia
El nuevo Krypton era aproximadamente una vez y media más grande que la Tierra y orbitaba un sol rojo llamado Rao a cincuenta años luz de nuestro sistema solar. La era primordial de Krypton produjo algunos de los organismos más peligrosos del universo. Fue por esta razón que hace 250 000 años, Krypton fue elegido como el lugar para crear a Doomsday a través de la evolución forzada. Hasta su destrucción, todavía existían en Krypton muchos animales peligrosos, incluidos los topos de ferrófagos. Los kryptonianos tuvieron que usar su tecnología avanzada para sobrevivir.
Hace más de 200 000 años, Krypton había desarrollado avances científicos mucho más allá de los de la Tierra actual y había descubierto una manera de vencer las enfermedades y el envejecimiento perfeccionando la clonación; vastos bancos de clones, mantenidos en estasis, contenían múltiples copias de cada kryptoniano vivo para que las piezas de repuesto estuvieran siempre disponibles en caso de lesión. Todos los kryptonianos eran ahora efectivamente inmortales, "manteniendo toda la fuerza y el vigor de la juventud", y durante milenios disfrutaron de una existencia idílica y sensual en un paraíso arcadio.
100 000 años después, la sociedad kryptoniana se inclinaba hacia la decadencia y, finalmente, la lucha política resultó del debate sobre si los clones eran seres sensibles y deberían tener derechos (provocados por la presencia de un misionero alienígena conocido como el Clérigo, que llevaba "el Erradicador"). Finalmente, este desacuerdo condujo a un conflicto violento abierto. Una mujer llamada Nyra, que buscaba lo que consideraba una pareja adecuada para su hijo, Kan-Z, hizo que uno de sus clones más jóvenes fuera retirado de la estasis. El clon ganó plena conciencia y se presentó a la sociedad como una mujer normal. Cuando Kan-Z descubrió que su prometida era en realidad el clon de su madre, mató al clon, luego mató públicamente a su madre y también intentó suicidarse antes de ser detenido. Este incidente clave encendió las Guerras Clon que duraron 1000 años, durante los cuales la ciencia kryptoniana se convirtió en guerra y se desarrollaron y utilizaron varias superarmas. Entre ellos estaba el dispositivo conocido como Destructor.
Aunque los efectos del Erradicador (alterando el ADN de todas las formas de vida kryptonianas para que murieran instantáneamente al abandonar el planeta) se sintieron de inmediato, los efectos del Destructor fueron posiblemente más significativos: para cuando el gobierno kryptoniano admitió la derrota y abolió los bancos de clones, una facción terrorista pro-derechos clon conocida como Black Zero había iniciado el Destructor, un dispositivo que funcionaba como un arma nuclear gigante, proyectando corrientes masivas de energía nuclear en el núcleo de Krypton, destinado a desencadenar una reacción en cadena explosiva dentro del núcleo de Krypton casi de inmediato.
El uso del Destructor eliminó la ciudad de Kandor Post-Crisis, pero se creía en ese momento que el dispositivo se había detenido antes de que pudiera lograr la destrucción planetaria (por Van-L, un antepasado de Jor-El). Siglos más tarde, el propio Jor-El descubriría que la reacción solo se había ralentizado a un ritmo casi imperceptible y finalmente destruiría el planeta como estaba previsto.

#### Destrucción
Aunque sobrevivió a la guerra, Krypton quedó profundamente marcado por ella. El exuberante mundo de los jardines fue quemado y convertido en desierto, y surgió una sociedad estéril, emocionalmente diferente a su predecesora. La población vivía aislada unos de otros en ciudadelas tecnológicas muy separadas, evitando todo contacto físico y personal, hasta el punto de que incluso los miembros de la familia solo interactuaban entre sí a través de dispositivos de comunicación. La procreación se convirtió en una cuestión de seleccionar material genético compatible para colocarlo dentro de un útero artificial llamado "matriz de parto", los padres casi nunca se conocieron en persona y nunca se tocaron entre sí. El gobierno planetario era profundamente aislacionista y prohibía la exploración espacial y la comunicación con otros mundos.
El joven científico Jor-El nació en este mundo. En su edad adulta, una misteriosa "Plaga Verde" estaba matando a miles de kryptonianos, y al investigar el asunto, Jor-El descubrió que su causa era la creciente radiación producida por el núcleo cada vez más inestable de Krypton. Este proceso iba a hacer que el planeta explotara.
Incapaz de convencer a sus asociados de abandonar la tradición y considerar la posibilidad de escapar, y razonando que la sociedad kryptoniana moderna se había vuelto fría, insensible y estéril, Jor-El eliminó los genes de unión planetaria del Erradicador del patrón genético de su hijo no nacido Kal-El, tomó el nacimiento de la matriz de Kal-El y adjuntó un prototipo de sistema de propulsión interestelar a la nave. Justo cuando el planeta comenzó a separarse, lanzó la matriz hacia la Tierra, donde se abriría y daría a luz al bebé al aterrizar (por lo tanto, se consideró que el Superman de Post-Crisis técnicamente "había nacido" en la Tierra). Jor-El no solo estaba decidido a que su hijo sobreviviría a la muerte de su mundo natal, sino que crecería en un mundo que abrazó vibrantemente la vida, como lo hicieron sus antepasados.

#### El último hijo de Krypton
Un tema central de esta versión del mito de Superman era que el personaje seguiría siendo el último remanente superviviente de Krypton. Por lo tanto, elementos de la Edad de Plata como Supergirl, Krypto y Kandor nunca habían existido en esta versión (aunque finalmente se reintrodujeron versiones post-crisis de estos elementos).
El supervillano Doomsday se reveló en la década de 1990 como un ser diseñado genéticamente por Bertron, un científico alienígena, en un antiguo Krypton. Doomsday abandonó el planeta después de matar a Bertron y los nativos de Krypton encontraron los restos del laboratorio de Bertron, obteniendo así el conocimiento de la clonación.
En la continuidad más reciente, Superman también se dio cuenta de su herencia alienígena solo en algún momento después de su debut como superhéroe, asumiendo inicialmente que era un humano mutado de alguna manera y lanzado como parte de un programa espacial de la Tierra, cuando un programa holográfico codificado en el La nave que lo trajo a la Tierra cargó la información en su cerebro (aunque Lex Luthor había descubierto anteriormente su herencia alienígena cuando sus intentos de crear un clon de Superman se complicaron por el factor x inesperado del ADN alienígena de Superman).

#### Revisando Krypton
En Action Comics # 600 (mayo de 1988), Krypton estaba lo suficientemente cerca de la Tierra como para que la radiación de su explosión (viajando solo a la velocidad de la luz) pudiera llegar a la Tierra.
En una historia de 1988, Superman viajó al antiguo sitio de Krypton para descubrir que el planeta se estaba reformando lentamente a partir de la vasta esfera de escombros que quedaba. Pasarían millones de años antes de que el planeta volviera a ser sólido. Esta esfera de escombros se había convertido en kryptonita por la destrucción del planeta, y la radiación provocó que Superman tuviera una alucinación en la que toda la población de Krypton vino a la Tierra y colonizó el planeta ya habitado, lo que llevó a Jor-El a iniciar una misión basada en Terrano. movimiento de resistencia, enfrentándolo contra su exesposa Lara y su hijo ahora adulto Kal-El, momento en el que la alucinación terminó.
En Superman: The Man of Steel Annual # 3, "Unforgiven", un cuento de Elseworlds, Jor-El convence al Consejo Científico de reubicar a los kryptonianos seleccionados en la Tierra.
En una historia de Starman de 1999, Jack Knight se perdió en el tiempo y el espacio, y aterrizó en Krypton varios años antes de su destrucción, conociéndose a Jor-El cuando era joven. La historia implica que fue este encuentro temprano con un terrano lo que llevó a Jor-El a estudiar otros mundos y finalmente eligió la Tierra como el objetivo de la nave espacial de su hijo; al final de la historia, Jack le da a Jor-El un dispositivo con las coordenadas e imágenes de la Tierra.
En una historia de 2001-2002, una versión artificial de la Pre-Crisis Krypton fue creado en la Zona Fantasma por Brainiac 13, un descendiente del Brainiac original que había viajado en el tiempo hasta el presente. Esta versión de Krypton se basó en el período histórico kryptoniano favorito de Jor-El.

#### Superman: Birthright
En la miniserie de 2004 Superman: Birthright, una nueva versión del origen y los primeros años de Superman, Mark Waid localizó a Krypton en la Galaxia de Andrómeda a 2,5 millones de años luz de distancia, y adoptó elementos de varias versiones anteriores del planeta. Aunque generalmente se lo representa como una gigante roja o una supergigante roja, en esta historia Jor-El menciona a Rao como una enana roja.
En versiones anteriores de cómics, se asumía que el escudo "S" en el traje de Superman simplemente significaba "Superman"; en Birthright, Waid lo presentó como un símbolo kryptoniano de esperanza; tomó prestado y modificó un concepto de Superman: The Movie, en el que la "S" era el símbolo de la Casa de El, la familia ancestral de Superman.

#### Revisiones posteriores a laprimogenitura
Comenzando con Crisis infinita, el escritor Geoff Johns comenzó a dar pistas sutiles sobre un nuevo origen para Superman. Last Son, una historia coescrita por Geoff Johns y el director de cine de Superman Richard Donner, profundiza más en esta versión de Krypton que reintroduce al General Zod y a los criminales de la Zona Fantasma en la continuidad de la corriente principal. Con arte de Adam Kubert, el diseño de la sociedad kryptoniana se diferencia una vez más de Birthright, incorporando elementos de la continuidad de Pre-Crisis on Infinite Earths y el trabajo de Donner en las dos primeras películas de Christopher Reeve, en particular la noción de que el Consejo de Krypton amenazaba a Jor-El con un duro castigo si hiciera públicas sus predicciones sobre la inminente perdición de su planeta. Esta variación del pasado de Krypton se vio nuevamente en flashbacks durante los arcos de la historia de Johns Brainiac y New Krypton. Las representaciones muy diferentes de la ropa kryptoniana en los cómics de la Edad de Oro y Plata, en las películas de Christopher Reeve y en El hombre de acero de John Byrne aparecieron en Superman: Origen Secreto de Johns (que reemplazó a El hombre de acero y Superman: Birthright). 
Versiones multiétnicas de kryptonianos que se asemejan a africanos y asiáticos también han aparecido en las historias. Anteriormente, los kryptonianos "negros" estaban confinados principalmente dentro del continente kryptoniano de la Isla Vathlo, pero una historia de 2011 mostraba a los kryptonianos que se parecían a los humanos negros y asiáticos que estaban más integrados en la sociedad kryptoniana que en el Universo DC de la Edad de Plata y premoderna.

#### The New 52
Tras la carrera de Grant Morrison en Action Comics, Krypton vuelve a ser una utopía científica y cultural, y los propios kryptonianos son muy inteligentes, incluso desde la infancia; Morrison describe a Krypton como “el planeta de tus sueños. Una utopía científica. Quería explorar Krypton como el mundo de las súper personas. ¿Qué pasaría si lo resolvieran todo, si vivieran durante 500 años con una tecnología asombrosa? " Cody Walker profundiza en esto, diciendo: "Kal-El es el siguiente paso en la evolución físicamente, pero viene de un planeta que también es la siguiente etapa en la evolución. Si su fuerza lo convierte en el Hombre de Acero, entonces las ideologías que gobernar su planeta, convertir a Superman en el Hombre del Mañana". En Action Comics # 14 (fecha de portada de enero de 2013, publicada el 7 de noviembre de 2012) el astrofísico Neil deGrasse Tyson aparece como un personaje en la historia. Determina que Krypton orbitaba a la enana roja LHS 2520 en la constelación Corvus a 27,1 años luz de la Tierra. Tyson ayudó a DC Comics a seleccionar una estrella de la vida real que sería una estrella madre apropiada para Krypton. Eligió a Corvus, que en latín significa "cuervo", porque la mascota de la escuela secundaria de Superman es un cuervo. En una mesa redonda de 2012, Tyson declaró que eligió utilizar la ciencia real para encontrar la ubicación de Krypton. Explicó que muchos artistas solo pueden usar fragmentos de ciencia, lo que permite una mayor libertad en su creatividad, pero, dijo, quería mostrar que el uso de la ciencia real, en particular la astrofísica, permite la misma creatividad.

## Ubicaciones conocidas
- Bokos - Fue apodada la Isla de los Ladrones.
- Lurvan - El continente más grande de Krypton.
  - Argo City - Una de las ciudades más grandes de Krypton. En muchas continuidades, se presenta como si hubiera sobrevivido a la destrucción de Krypton debido a un campo creado para proteger la ciudad. Supergirl y su familia eran de Argo City.[25]
  - Fire Falls - Un lugar geológico natural donde la lava fluye por un acantilado.
  - Jewel Mountains - Una cadena montañosa en Krypton. Esta fue la ubicación a la que Jax-Ur viajó en el tiempo para crear Joya Kryptonita.
  - Kandor - La ciudad capital de Krypton. Fue embotellado por Brainiac.[26]
  - Fort Rozz - Este era el centro de comando militar en Kandor.
  - Plano de Wanan - Un lugar desolado en las afueras de Kandor.
  - Kryptonopolis - La ciudad más grande de Krypton y hogar de Jor-El y Lara. Kal-El nació aquí.
- Urrika - Urrika es uno de los dos continentes que se encuentran en Krypton.
  - Erkol - Una ciudad-estado que había estado en guerra con Xan City.
  - Xan City - Una de las ciudades más antiguas de Krypton. Fue destruido en una larga guerra con Erkol.
- Isla Vathlo - Un continente insular. Esta ubicación es donde residen los kryptonianos negros.

## En otros medios

### Radio
La primera versión no cómica de Krypton se presentó en la historia debut de la serie de radio Superman de la década de 1940. En el programa de radio, Krypton era parte de nuestro Sistema Solar, una Contra-Tierra que compartía la órbita de la Tierra pero en el lado opuesto del Sol, oculto a la vista de la Tierra ("Krypton" se deriva de la palabra griega para "oculto"). Algunos cómics de principios de la década de 1950 sugirieron una teoría similar, pero en general los cómics han representado a Krypton como parte de un sistema estelar lejano.

### Televisión

#### Acción en vivo
- En el episodio piloto del programa de televisión de la década de 1950 Aventuras de Superman, Jor-El, interpretado por Robert Rockwell, fue el principal científico de Krypton, quien intentó advertir al consejo gobernante de la desaparición de Krypton. En esta versión de la historia, Jor-El propuso transportar a toda la población kryptoniana a la Tierra a través de una flota de cohetes. El consejo se rio de él, y el planeta comenzó a romperse antes de lo que esperaba de todos modos, dejándolo solo con un pequeño cohete de prueba, en el que él y Lara colocaron a Kal-El y sus mantas rojas y azules. La explosión de Krypton se visualizó a través de efectos especiales de bajo presupuesto y material de archivo de terremotos simulados. Es de destacar que el vuelo a la Tierra se describió como ocurriendo en cuestión de segundos. El narrador había caracterizado a Krypton como "millones de millas" de la Tierra.
- La versión de Krypton retratada en Lois & Clark: The New Adventures of Superman fue similar a la versión de 1978 en Superman: The Movie. Al final de la tercera temporada, se reveló que una colonia considerable había sobrevivido a la destrucción del planeta. De lo que se mostró de la colonia (llamada New Krypton), la sociedad, a pesar de la tecnología avanzada, tenía numerosos elementos arcaicos, como el gobierno hereditario, organizó el matrimonio para los nobles, a menudo desde el nacimiento, y el juicio por combate de ser legal para la nobleza (aunque rara vez se practica). A diferencia de muchas encarnaciones, New Krypton no estaba tan aislado de otras razas; tenía naves espaciales, incluida una gran nave que sirvió como palacio, y el principal antagonista del arco de la historia (Nor) que se ocupaba de la colonia pudo contratar a un asesino de otra raza para intentar matar a Kal-El.
- La serie de televisión Smallville presenta una versión de Krypton que refleja la estética de Superman: The Movie pero tiene más vínculos con la Tierra. Numerosos artefactos kryptonianos entran en juego durante el espectáculo como las "Piedras del poder" en la temporada 4 (solía contener toda la información en las 28 galaxias conocidas y convertirse en el Cristal del Conocimiento para hacer la Fortaleza de la Soledad), "The Orb" en la temporada 8 (que contiene ADN de ciudadanos kryptonianos caídos), y su biblia, El Libro de Rao (usado para transportar a los kryptonianos al "Cielo") durante la temporada 9. En la temporada 2, cuando aparecieron elementos de Krypton, aparecieron más glifos kryptonianos en la Tierra a través de las cuevas de Kawatche ya que hubo profecías descubiertas por varios personajes sobre un ""plantado por un joven Jor-El visitando Smallville. Fue considerado por el universo como un planeta pacífico y avanzado hasta que estalló la guerra civil, lo que llevó a su destrucción en 1986 por el general Zod y el renegado Zor-El después de que usaron a Brainiac para encender El núcleo inestable de Krypton.
- La destrucción de Krypton apareció en el episodio piloto de Supergirl del 2015. Kara fue enviada a la Tierra para proteger a su entonces primo bebé, Kal-El. Krypton explotó unos segundos después de que su cápsula despegara, enviándola a la Zona Fantasma. El episodio "Hostile Takeover" reveló que el planeta fue destruido debido a la extracción excesiva de su núcleo. El episodio de la tercera temporada "El lado oscuro de la luna" reveló que Argo City fue preservada junto con muchos de los habitantes, en un asteroide formado por escombros kryptonianos.
- David S. Goyer desarrolló una serie de televisión precuela titulada Krypton.[27] En diciembre de 2014, se confirmó que la serie estaba en desarrollo y se emitiría en la red SyFy. La serie fue producida por Goyer y escrita y ejecutiva producida por Ian Goldberg.[28] Goyer también ha confirmado que la serie tiene lugar aproximadamente 200 años antes del período de la película Man of Steel film.[29] TV Line informa que SyFY ha realizado un pedido piloto para el programa, Damian Kindler es el productor ejecutivo y coproductor ejecutivo de Goyer y Colm McCarthy dirigió el piloto.[30][31] En junio de 2016, TV Line informa que la serie presentaría a Seg-El, Lyta-Zod, Val-El, Alura Zod, Dev-Em y Ter-El y la serie comenzó a filmarse en Montreal.[32] Esta versión de Krypton se volvió inestable después de que Brainiac robara la ciudad de Kandor. En mayo de 2018, Syfy renovó Krypton para una segunda temporada, que se estrenó en junio de 2019.[33]

#### Animación
- Krypton fue representado muy brevemente en la primera caricatura de Superman producida por Fleischer Studios a principios de la década de 1940 como "un planeta que ardía como una estrella verde en los cielos distantes [y donde] la civilización estaba muy avanzada y dio lugar a una raza de Superhombres cuya mentalidad y los poderes físicos se desarrollaron hasta la cima absoluta de la perfección humana", lo que implica que todos los kryptonianos tenían las habilidades de Superman incluso en su propio planeta. El planeta se ve solo desde la distancia, justo antes de su explosión.
- Representaciones de Krypton tanto en Las nuevas aventuras de Superman como en Súper amigos; en uno de los "episodios perdidos" de la temporada de Súper amigos de 1983-1984), "El síndrome de Krypton", Jor-El dice que Krypton será envuelto por su sol y explotará poco tiempo después.
- En Superman: la serie animada, "El último hijo de Krypton", se muestra que el clima de Krypton tiene condiciones templadas y árticas. De acuerdo con el comentario en el DVD de la colección de la primera temporada de la serie, que forma parte de la apariencia de Krypton fue influenciado por el estilo artístico de estadounidense del dibujante de cómics Jack Kirby.
  - Esta versión mostraba al villano Brainiac como responsable por inacción de la destrucción de la gente de Krypton (aunque no del planeta en sí). Brainiac era el sistema de inteligencia artificial esencial del planeta; Al igual que Jor-El, descubrió que el planeta explotaría después de varias semanas de intensa actividad sísmica. Brainiac sabía que si los ancianos kryptonianos se enteraban, Brainiac tendría la tarea de formular un plan de evacuación. Brainiac creía, dado el tiempo que Krypton se había ido, que cualquier evacuación personal era inútil, y dejaría a Brainiac sin tiempo para escapar, por lo que les dijo a los ancianos que Jor-El estaba equivocado y que los temblores eran el resultado cambio de una tormenta polar. Se subió secretamente a sí mismo y a toda la cultura y el conocimiento de Krypton a un satélite, arrojándolo fuera de la órbita de Krypton antes de la destrucción del planeta, mientras que la civilización kryptoniana (salvo Jor-El y su familia) permaneció inconsciente del peligro del planeta hasta que fue demasiado tarde evacuar.
  - Krypton tenía un "planeta hermano" llamado Argo, colonizado por los kryptonianos muchos siglos antes de la destrucción de Krypton. Su gente tenía una mayor resistencia a la kryptonita bajo un sol amarillo. En un viaje al espacio, Superman descubrió que la explosión de Krypton empujó al planeta de su órbita lejos de su sol, haciendo que el planeta se enfriara gradualmente. Su gente entró en criostasis para sobrevivir, pero un accidente dejó a Supergirl como la única sobreviviente. Los restos de Krypton se asentaron en un cinturón de asteroides de kryptonita.
- En la serie animada Legion of Super Heroes, Krypton se muestra en un flashback durante el episodio "Mensaje en una botella". En esta versión, Jor-El realmente encontró una manera de salvar el planeta con su creación, "el Mensajero". El Mensajero se mantuvo en la ciudad de Kandor; cuando la ciudad fue reducida y robada por Brainiac, la destrucción del planeta estaba asegurada. Al final del episodio, el Mensajero se usa para restaurar Krypton de sus restos, y Kandor se restaura a su tamaño completo para que su gente pueda comenzar una nueva vida.
- Krypton aparece como un cameo final en la serie animada DC Super Hero Girls de 2019, episodio "#DCSuperHeroBoys" (Parte 1). En un flashback, Alura Zor-El le dice a Zod que Krypton se está derrumbando sobre sí mismo. Ella usa un dispositivo para enviar a Zod y sus secuaces Ursa y Non a la Zona Fantasma, luego le dice a Kara que la enviará a unirse a su primo Kal.
- Krypton aparece en Mis aventuras con Superman. En esta versión, los kryptonianos lideran un imperio expansionista interestelar hasta que se encuentran con un oponente superior, lo que resulta en la destrucción del planeta y la extinción de la raza kryptoniana con la excepción de dos; los hijos de la Casa El, Kal-El y Kara Zor-El, quienes fueron enviados lejos por sus respectivos padres para escapar del genocidio de la entidad malévola. Brainiac luego usó naves de guerra y tecnología kryptonianas abandonadas y las manipuló con la intención de iniciar una campaña de conquista y reveló que él era responsable de destruir el planeta para evitar ser desmantelado después de que Jor-El comenzara las conversaciones de paz con el enemigo sin nombre.

### Película

#### Superman
En el primer largometraje, Superman: The Movie de 1978, se presentó una imagen mucho menos idílica de Krypton. Mientras que en los cómics Krypton era colorido y brillante, la película mostraba el planeta con un terreno blanco azulado marcado de mesetas heladas irregulares bajo cielos pesados y oscuros. El planeta se vio amenazado por su sol convirtiéndose en una supernova. Jor-El intentó sin éxito persuadir al consejo de ancianos para que evacuaran el planeta de inmediato.
Los propios kryptonianos fueron retratados como fríamente cerebrales y moralmente ilustrados, vestidos con monos blancos desnudos adornados con el símbolo de la casa de cada familia. La arquitectura presentaba pasillos de cristal blanco bajo arcos cristalinos. El motivo cristalino se empleó no solo en la arquitectura, sino también en el paisaje y la tecnología, lo que sugiere que todo el planeta había sido adaptado y alterado por la influencia kryptoniana. En 1948, Krypton fue finalmente destruido cuando su sol rojo comenzó a colapsar; el planeta fue empujado hacia el sol y aplastado constantemente, luego explotó en la supernova resultante. Cuando Krypton fue destruido, se lanzaron al espacio fragmentos del planeta, lo que resultó en la creación de una sustancia radiactiva nociva conocida como kriptonita.
Tanto Jor-El como Lara conservaron parte de su "esencia" (en forma de copias virtuales de sí mismos) en la nave estelar que tardó tres años en traer a su hijo a la Tierra. En el decimoctavo cumpleaños de Clark Kent, un cristal brillante se reveló en el barco y obligó a Clark a llevarlo al norte. Finalmente llegó al Ártico, donde el cristal construyó la enorme cristalina Fortaleza de la Soledad. En el interior, se le apareció un holograma de Jor-El artificialmente inteligente e inició doce años de educación kryptoniana. Estas versiones virtuales de Jor-El y Lara permanecieron como construcciones dentro de la Fortaleza a lo largo de la serie.
El símbolo de Superman recibió un origen kryptoniano en la película. Se mostraba a los varones kryptonianos con símbolos únicos en el pecho de sus túnicas, similares a un escudo familiar; Jor-El y Kal-El llevaban el familiar escudo S, que Lois Lane asumió más tarde que era la letra S del conocido alfabeto latino, por lo que lo apoda "Superman".

#### Superman Returns
La película de 2006 Superman Returns presenta una versión de Krypton casi idéntica a Superman. Al comienzo de la película, los científicos descubren restos de Krypton y Superman abandona la Tierra durante cinco años para buscarlo. Se ve su nave saliendo del planeta muerto. El planeta se destruye cuando la supergigante roja Rao se convierte en supernova.
Superman Returns extiende la tecnología cristalina kryptoniana de Superman que permitió al joven Clark Kent "hacer crecer" la Fortaleza de la Soledad. Los cristales kryptonianos pueden hacer crecer enormes masas de tierra e incorporar las propiedades del entorno circundante; una astilla tomada de uno de los cristales utilizados para probar la teoría hace que el sótano de Lex Luthor se llene con una enorme estructura de cristal. Cultivar la tierra de esta manera provoca un apagón generalizado. Lex Luthor luego combina uno de los cristales con kriptonita y lo lanza al océano, creando una nueva masa de tierra que él llama "Nuevo Krypton". Superman usa su visión de calor para meterse debajo de la corteza de la isla y la arroja al espacio, incluidos los otros cristales que Luthor quería usar para configurar una estafa inmobiliaria, a pesar de la advertencia de que muchas personas morirían a causa de los tsunamis y terremotos masivos que los cristales crearían.
La novelización de Marv Wolfman afirma que uno de los antepasados de Superman ayudó a civilizar a Krypton hace mucho tiempo.

#### DC Extended Universe

##### El hombre de acero
El Krypton de DC Extended Universe se presenta en la película de 2013 El hombre de acero agrega fuertes elementos distópicos a Krypton y su destino. El planeta se describe como un terreno similar a la Tierra compuesto por montañas, cañones y océanos. El planeta tiene 8.700 millones de años y se encuentra aproximadamente a 27,1 años luz de la Tierra. Su estrella madre, Rao, se representa como un sol enano rojo de 13 mil millones de años. Su gravedad es mucho mayor que la de la Tierra y su composición atmosférica es inadecuada para los humanos. También se muestra que tiene un satélite natural. La sociedad kryptoniana se divide en casas, como la Casa de El. Los ciudadanos llevan los escudos de su casa sobre el pecho, que tienen significados, como el escudo de Casa de El que significa "esperanza".
La civilización kryptoniana tiene al menos 100.000 años y muchos milenios más avanzada que la civilización humana en la Tierra, y había comenzado a explorar la Vía Láctea. Los kryptonianos luego abandonan estos proyectos en favor del aislacionismo y el control artificial de la población, diseñando recién nacidos para roles predeterminados en la sociedad. Los recursos del planeta se agotaron y la estabilidad del planeta se vio amenazada por la minería descuidada del núcleo del planeta. Mientras Jor-El intenta advertir al Consejo de Ciencias de su locura, el general Zod da un golpe de Estado. Con la esperanza de preservar la raza kryptoniana, Jor-El roba el Codex genético del planeta (una lista que contiene el patrón de ADN de todos los que aún no han nacido en Krypton) y lo infunde en las células de Kal-El, el primer nacido de forma natural, niño de Krypton en siglos, y envía a su hijo a la Tierra. Zod mata a Jor-El y es arrestado por las autoridades. Él y sus seguidores son desterrados a la Zona Fantasma poco antes de que Krypton sea destruido.

##### Batman v Superman: Dawn of Justice
En la película de 2016 Batman v Superman: Dawn of Justice, Lex Luthor Jr., quien en un trato con un senador obtuvo acceso a la nave exploradora estrellada, logró ingresar a la nave usando las huellas dactilares del General Zod. Usando la tecla de comando de Zod, logró acceder a la computadora central de la nave. Luthor finalmente anula la autoridad del General Zod sobre la nave y aprende a usar la Cámara Génesis. La nave advirtió contra lo que crearía, pero Lex le ordenó que continuara. En el transcurso de un par de días, el cuerpo de Zod comenzó a metamorfosearse en una "Deformidad Kryptoniana", un crimen entre el Consejo de Ciencias de Krypton.

#### Teen Titans Go! To the Movies
Krypton aparece en la película animada Teen Titans Go! to the Movies. En la película, los Jóvenes Titanes viajan al planeta y armonizan sus cristales con la música, evitando su destrucción e impidiendo que Kal-El llegue a la Tierra y se convierta en Superman, aunque luego regresaron a Krypton y deshicieron sus acciones y permitieron que el planeta volviera a ser destruido.

#### Superman: Unbound
El secuestro de Kandor por Brainiac, a pesar de la resistencia planteada por el ejército de Krypton, se muestra en Superman: Unbound. Brainiac es famoso por destruir el planeta del que toma ciudades, pero dejó intacto a Krypton. Jor-El teorizó correctamente que esto se debía a que Brainiac detectó que el planeta pronto explotaría de todos modos y decidió no molestarse en desperdiciar un misil en su sol. Jor-El y su hermano Zor-El luego enviaron a sus hijos a la Tierra en cohetes mientras estudiaban cómo derrotar a Brainiac y convencer a su gobierno del peligro para Krypton. Al menos parte de la población de Argo City también sobrevive a su planeta, pero en lugar de preservar su ciudad con un escudo de energía, son secuestrados por Brainiac antes de la destrucción del planeta en respuesta a que Zor-El estudia cómo derrotar al villano.

#### DC Liga de Supermascotas
En la película animada de 2022 DC Liga de Supermascotas, la destrucción de Krypton se representa como la escena de apertura donde Jor-El y Lara se preparan para enviar a Kal-El a la Tierra, pero en esta representación, el perro mascota de Kal-El, Krypto, salta a su transportador para acompañarlo. Jor-El acepta a regañadientes enviarlo con la esperanza de que su hijo tenga un amigo para toda la vida que esté allí para él.